# Gemeiner Rettich-Helmling
Der Gemeine Rettich-Helmling (Mycena pura) ist ein sehr häufiger, schwach giftiger Pilz aus der Familie der Helmlingsverwandten (Mycenaceae).

## Merkmale

### Makroskopische Merkmale
Der Hut misst 1,5 bis 5, selten bis 8 Zentimeter im Durchmesser, ist anfangs kegelig, später gewölbt bis ausgebreitet. Er hat meist einen von einer konzentrischen Vertiefung erzeugten stumpfen Buckel und teils einen hochgebogenen Rand. Sein Rand ist meist durchscheinend gerieft, die Oberfläche ist glatt glänzend und ändert bei Feuchtigkeit ihr Aussehen (Hygrophanität). Die Färbung ist typischerweise blasslila, jedoch extrem variabel mit teils allen möglichen Rosa-Tönen, weißlich, rötlich, fleischfarben, violett oder bläulich-grau.
Die Lamellen sind etwas blasser als die Hutoberfläche, breit, am Grund adrig verbunden, stehen untermischt und sind ausgebuchtet am Stiel angewachsen. Ihre Schneiden sind bauchig geformt und schwach gekerbt.
Der Stiel wird 4 bis 7 Zentimeter lang und 2 bis 8 Millimeter stark, ist brüchig und fein längsfaserig beschaffen, jung vollfleischig, dann ausgestopft und später hohl und zur Basis hin verdickt. Die Farbe ist ähnlich der der Hutoberfläche oder blasser.
Das Fleisch ist sehr dünn, brüchig, wässrig, meist graulila gefärbt und riecht und schmeckt charakteristisch nach Rettich.

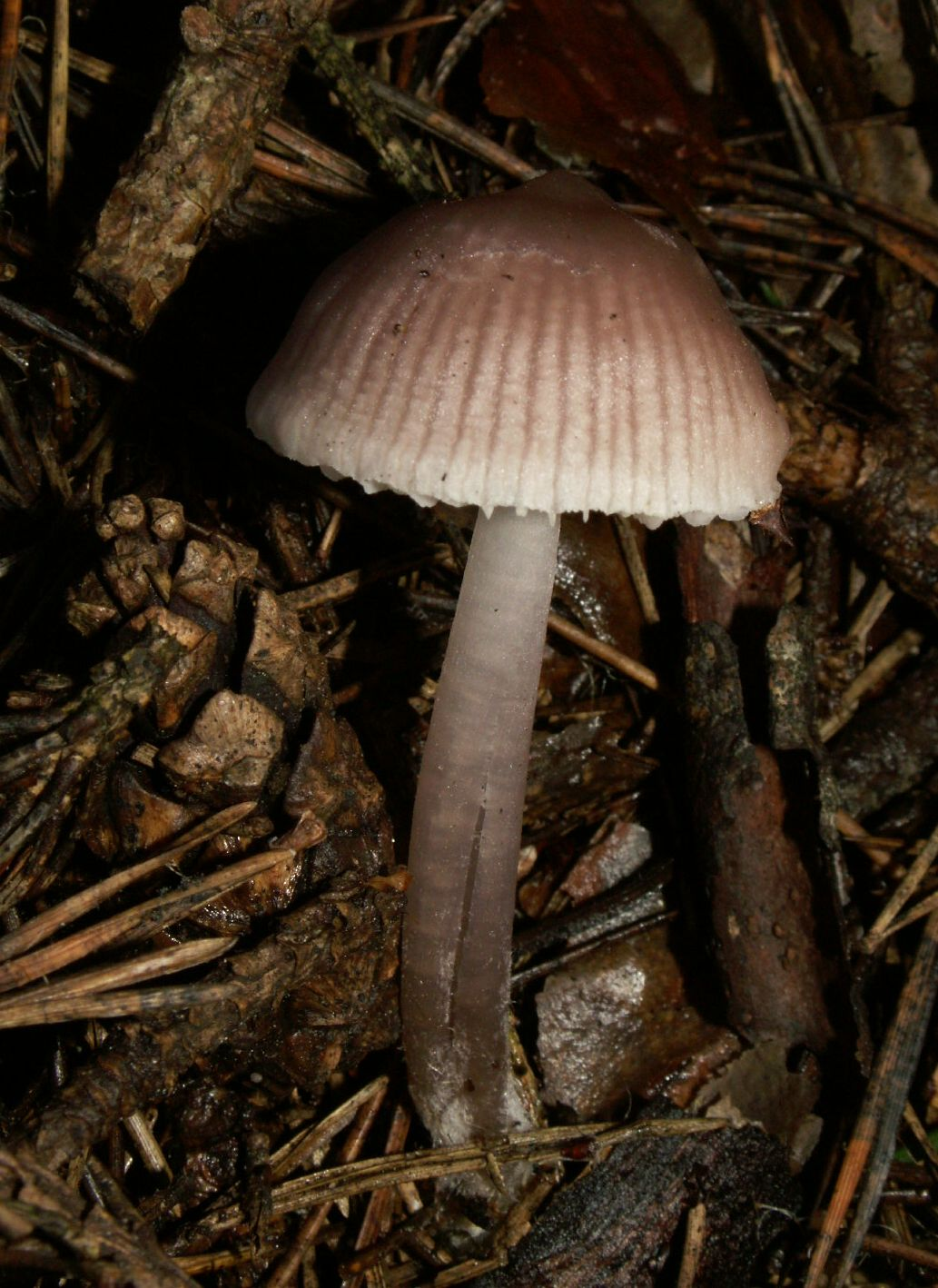
Seitenansicht

### Mikroskopische Merkmale
Die Sporen sind durchscheinend (hyalin), lang ellipsoid geformt, glatt und messen 5 bis 8,5, selten bis 10 auf 2,5 bis 4,5 Mikrometer. Sie können mit Jodreagenzien angefärbt werden (Amyloidität). Sie wachsen zu viert an den Basidien. Cheilo- und Pleurozystiden sind selten bis im Überfluss vorhanden und messen 40 bis 70 auf 10 bis 20 Mikrometer.

## Artabgrenzung
Für Verwechslungen kommen vor allem andere (mehr oder weniger) nach Rettich riechende Helmlinge infrage: Der Rosa Rettich-Helmling (Mycena rosea) hat glockige, nicht konzentrisch vertiefte Hüte und ist meist heller rosa gefärbt, der Stiel ist weißlich. Der Schwarzgezähnelte Rettich-Helmling (Mycena pelianthina) hat schwarze Lamellenschneiden. Der Gelbe Rettich-Helmling (Mycena luteovariegata) wächst eher außerhalb von Wäldern im Grasland und hat einen mit zunehmendem Alter gelb entfärbenden Hut. Der Duftende Rettichhelmling (Mycena diosma) riecht süßlich, blütenartig, nach Zigarrenkisten oder auch nach Weihrauch, und hat wahrscheinlich besonders wenige Pleurozystiden.
Ähnlich können außerdem Arten anderer Gattungen sein, die allerdings nicht nach Rettich riechen, darunter Risspilze (Inocybe) oder Lacktrichterlinge (Laccaria).

## Ökologie und Verbreitung
Er lebt als Saprobiont in Laub- und Nadelwäldern und ist pH-indifferent. Er ist vermutlich weltweit verbreitet und in Europa einer der häufigsten Pilze überhaupt. Er fruktifiziert von Mai bis November.

## Toxikologie, Inhaltsstoffe und Nutzung
Die Rettichhelmlinge enthalten alle möglicherweise unter den Farbvarianten unterschiedliche, geringe Mengen des psychoaktiven Giftes Muscarin davon und haben kaum Substanz. Sie eignen sich daher kaum für einfache Speisezwecke. Die Toxizität ist umstritten. Früher wurde der Pilz als essbare Art in Pilzbüchern geführt, heute als (schwach) giftig. Er produziert möglicherweise weitgehend physiologisch inaktive Muscarin-Isomere. In einer aktuellen Untersuchung konnte bei der verwandten Art Mycena rosea (Rosa Rettich-Helmling) gar kein Muscarin nachgewiesen werden. Weiterhin reichert er Bor an.

## Systematik und Taxonomie
Die offizielle Erstbeschreibung stammt von Christian Hendrik Persoon, der sie in einem 1794 veröffentlichten Werk als Agaricus prunus beschrieb. Auf Paul Kummers 1871 veröffentlichten „Führer in die Pilzkunde“ gehen die aktuelle wissenschaftliche Bezeichnung und Einordnung zurück.
Unter anderem da die Fruchtkörper sehr variabel erscheinen, sind viele Varietäten und Formen des Pilzes beschrieben, die aber auch von Experten nicht zuverlässig auseinandergehalten werden können:
- Der Gelbe Rettich-Helmling (Mycena luteovariegata) gilt inzwischen als eigene Art.Varietät alba Gillet
- Varietät carnea Rea
- Varietät ianthina Gillet

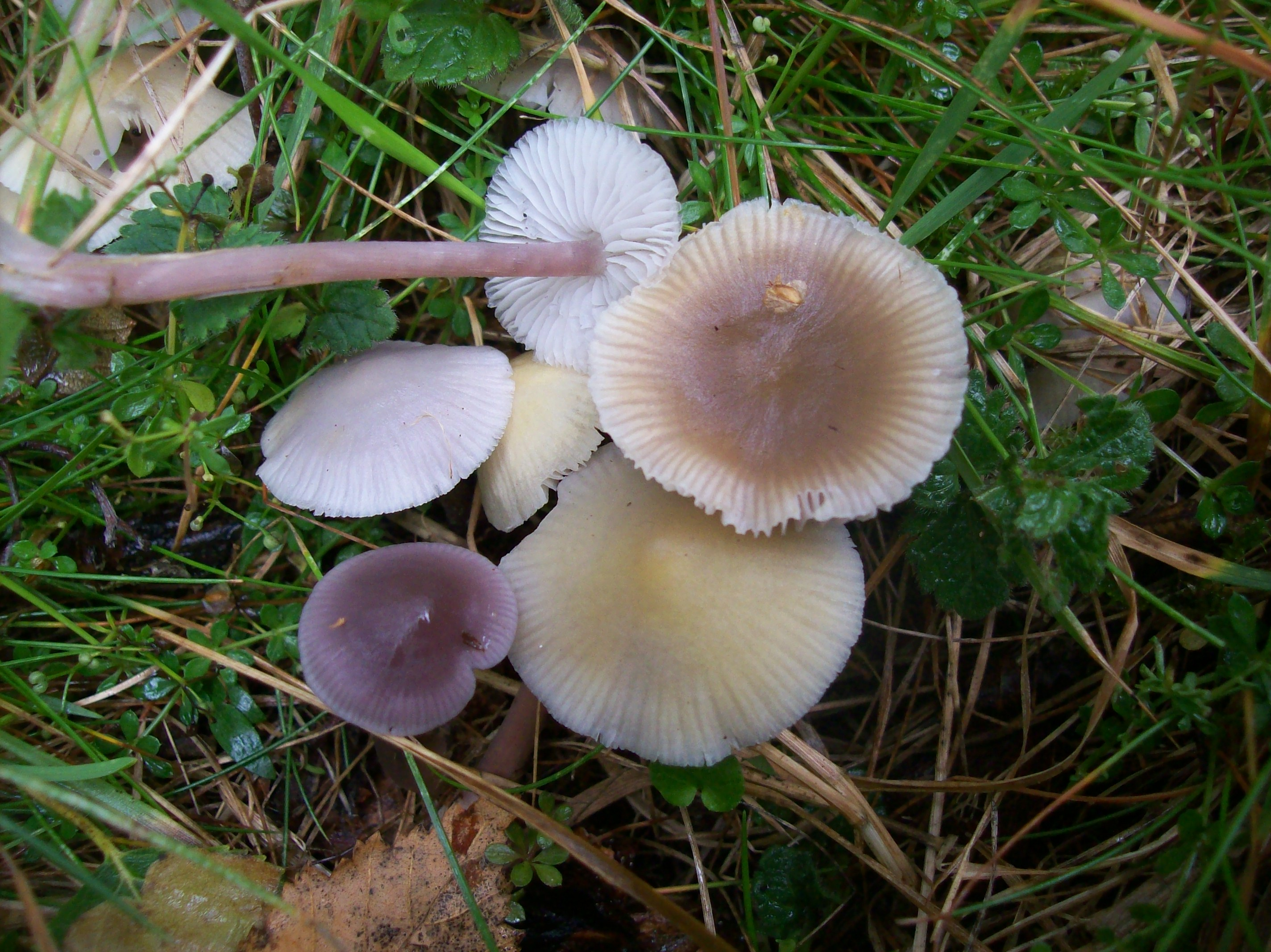
Der Gelbe Rettich-Helmling (Mycena luteovariegata) gilt inzwischen als eigene Art.

- Varietät lutea Gillet – inzwischen als eigene Art (Mycena luteovariegata) anerkannt
- Varietät luteorosa Bon
- Varietät multicolor Bresadola
- Varietät purpurea Gillet
- Varietät rosea (Persoon) J.E. Lange – inzwischen als eigene Art (Mycena rosea) anerkannt
- Varietät roseoviolacea Gillet „roseo-violacea“
- Varietät violacea Gillet

- Form alba (Gillet) Arnolds
- Form ianthina (Gillet) Maas Geesteranus
- Form lutea (Gillet) Arnolds
hat gelbliche Hüte und violette Stiele
- Form multicolor
hat graublau-grünliche Hüte und purpurrosafarbene Stiele
- Form purpurea (Gillet) Maas Geesteranus
- Form roseoviolacea (Gillet) Maas
- Form subaquosa
hat weiße Fruchtkörper mit violettlichen Lamellen
- Form violacea

Es wird vermutet, dass die Art bei näherer phylogenetischer Erbgutuntersuchung aufgeteilt werden muss. In einer genetischen Untersuchung des ribosomalen Erbgutes konnten abgrenzbare Stämme ausgemacht werden, die jedoch nicht mit makroskopischen Merkmalen wie der Hutfarbe korrespondieren. Es werden daher Umwelteinflüsse als Ursache der Farbvariationen vermutet. Unter anderem auch durch diese Untersuchung wird der vorgenannte Duftende Rettichhelmling (Mycena diosma) als eigenständige Art gestützt. Sie unterscheidet sich nach den ursprünglichen Autoren, German Josef Krieglsteiner und Helmut Schwöbel (in einer 1982 erschienenen Veröffentlichung), durch besonders violett-zonierten Hutfarben, violette Lamellen und Geruch nach Zigarrenkisten; nach vorgenannter genetischer Untersuchung war die Spärlichkeit der Pleurozystiden ein phylogenetisch robuster Zug unter allen Mitgliedern der Gruppe, doch der Geruch oder die Farben konnten dagegen nicht immer sichere Unterscheidungsmerkmale darstellen.
Nach aktueller Auffassung handelt es sich bei der Art Mycena pura um eine Sammelart mit mehreren Sippen, von denen die meisten nur molekulargenetisch und nicht morphologisch auseinandergehalten werden können. Eindeutig abgrenzbar sind der Rosa Rettich-Helmling (Mycena rosea) und der Gelbe Rettich-Helmling (Mycena luteovariegata).